# Vodice, Ajdovščina
Vodice este o localitate din comuna Ajdovščina, Slovenia, cu o populație de 51 de locuitori.